# Adolf Anderssen

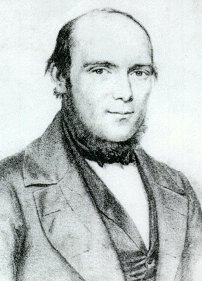
Adolf Anderssen

Karl Ernst Adolf Anderssen (Breslau, 6 juli 1818 — 13 maart 1879) was een Duits schaker. Hij wordt algemeen beschouwd als de sterkste schaker ter wereld in de periode van 1851 tot 1866. Deze dominantie werd alleen onderbroken door de meteorische opmars van Paul Morphy die in 1857 naar Europa kwam en toen de sterkste tegenstanders, inclusief Anderssen, overtuigend versloeg.
Anderssen was professor Wiskunde aan de Universiteit van Breslau. Hij is nooit getrouwd geweest en woonde in met zijn moeder en zijn zus. Hij overleed in 1879 als gevolg van een hartaanval.

## Schaakcarrière
Anderssen leerde schaken van zijn vader toen hij negen jaar oud was. Hij doceerde wiskunde aan een middelbare school in Breslau en kwam daardoor tijd te kort om serieus te schaken. In 1842 publiceerde hij een verzameling schaakproblemen en in 1846 kwam hij in de redactie van de Schachzeitung.
Na 1848 gooide hij echter het roer om en ontplooide hij zich tot een sterke schaker. In 1851 won hij een sterk bezet toernooi in Londen, dat als officieus wereldkampioenschap schaken beschouwd kan worden. In 1858 verloor hij de "titel" aan Paul Morphy maar in 1862 werd hij voor de tweede keer wereldkampioen.
In 1861 speelde hij de eerste partij met tijdslimiet - een zandloper moest voorkomen dat er te lang werd nagedacht. In 1866 moest hij echter na een nipte nederlaag voor Wilhelm Steinitz wijken.

### Bezoek aan Nederland in 1861
In 1861 deed Anderssen Nederland aan. Na verwelkomd te zijn door de president van de Rotterdamse schaakvereniging Vermaak door Oefening, speelde hij zijn eerste partij tegen Christiaan Messemaker. Een andere bekende Nederlandse schakers tegen wie hij speelde was onder meer Charles Dupré. Anderssen speelde ook tegen Maarten van 't Kruijs en was met name van hem erg onder de indruk: Van 't Kruijs zou tot de tien beste spelers behoren die Anderssen ooit ontmoet had.

## Nalatenschap
Twee van de partijen die Anderssen speelde werden zo mooi gevonden dat ze bijnamen kregen: de Onsterfelijke partij tegen Lionel Kieseritzky in 1851 en de Immer grüne (immer groene') tegen Jean Dufresne in 1852.
Anderssen heeft vele varianten op zijn naam staan, onder meer de Anderssen-variant van het Italiaans:
1.e4 e5 2.Pf3 Pc6 3.Lc4 Lc5 4.c3 Pf6 5.d4 ed 6.e5 d5 7.Lb5 Pe4 8.cd Lb4

## Erevermeldingen
- 1852: Erelid van Strijdt met beleid, Nijmegen[3]
- 1861: Erelid van Schaakgenootschap Vermaak door Oefening, Rotterdam[2]